# Louis Brunet (homme politique, 1870-1927)
Pour les articles homonymes, voir Louis Brunet et Brunet.
Louis Brunet, né le 23 février 1870 à Paris et mort le 11 octobre 1927 à Nice (Alpes-Maritimes), est un homme politique français.

## Biographie
Commerçant et industriel, il est conseiller du commerce extérieur et membre du conseil supérieur des colonies. Il a aussi été consul du Monténégro à Paris. Il est député de la Seine du 8 mai 1910 au 31 mai 1914, inscrit au groupe radical-socialiste. 

## Sources
- « Louis Brunet (homme politique, 1870-1927) », dans le Dictionnaire des parlementaires français (1889-1940), sous la direction de Jean Jolly, PUF, 1960 [détail de l’édition]